# 638. grenadirski polk (Wehrmacht)
638. grenadirski polk (izvirno nemško 638. Grenadier-Regiment; kratica 638. GR) je bil pehotni polk Heera v času druge svetovne vojne.

## Zgodovina
Polk je bil ustanovljen 15. oktobra 1942 s preoblikovanjem 638. okrepljenega francoskega pehotnega polka.
10. avgusta 1944 je bil polk premeščen k Waffen-SS in preimenovan v Waffen-Grenadier-Regiment der SS 58.